# Magma Geopark

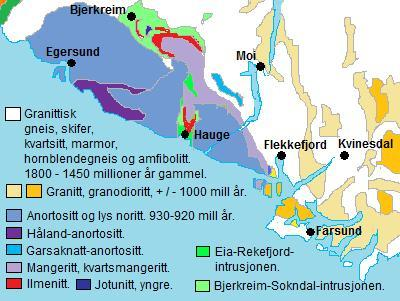
Geologische Übersichtskarte

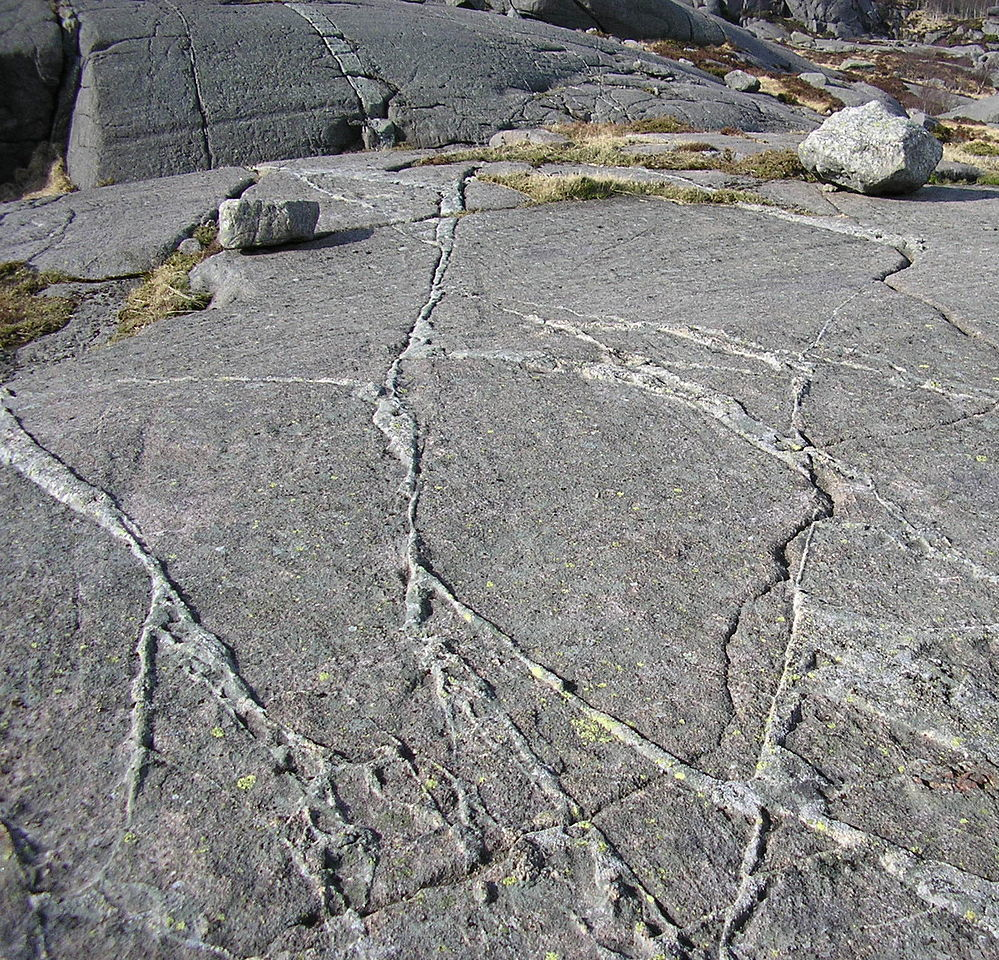
Aufschluss der Rogaland-Anorthositprovinz am Jibbeheia: Ein Netz aus Charnockit-Gängen durchschlägt den Anorthosit des Håland-Helleren-Massivs.

Der Magma Geopark ist ein Geopark an der Südwestspitze Norwegens, südöstlich der Hafenstadt Stavanger. Er ist einer von zwei Geoparks in Norwegen, die sowohl in das European Geoparks Network als auch in das Global Network of National Geoparks aufgenommen wurden. Jahr der Aufnahme war 2010.

## Lage
Der Magma Geopark erstreckt sich mit einer Fläche von 2329 km² über die Kommunen Bjerkreim, Eigersund, Lund und Sokndal in der Provinz Rogaland und die Kommune Flekkefjord in der Provinz Vest-Agder.

## Geologie
Der Geopark befindet sich im äußersten Südwesten des Baltischen Schildes. Sein Untergrund besteht aus proterozoischen metamorphen und vor allem magmatischen Gesteinen. Hierbei dominieren Intrusionen, die zu einem Großteil aus Anorthosit i. w. S. bestehen und zusammen das größte derartige Vorkommen in Europa bilden. Regionalgeologisch wird dieser Teil des Baltischen Schildes als die Rogaland-Anorthositprovinz bezeichnet. Anorthosit ist als Gestein in der Erdkruste relativ selten, ist jedoch ein Hauptbestandteil der Kruste des Mondes.
Im Proterozoikum war das heutige Skandinavien Teil eines relativ kleinen Urkontinentes, der sich in einer Reihe von Kollisionen noch kleinerer Kontinente geformt hatte. Vor rund 1 Milliarden Jahre fand eine weitere solche Kollision statt, die jenen Teil der Lithosphäre betraf, der heute den Südwesten des Baltischen Schildes aufbaut, die sogenannten Svekonorvegiden. Bei dieser Kollision entstand ein Hochgebirge, in dessen Tiefen Magma aufdrang und dort zu großen Gesteinskörpern erstarrte, unter anderem zu den Rogaland-Anorthositen. Im Laufe hunderter Jahrmillionen wurden das Hochgebirge vollkommen abgetragen und die Intrusionen freigelegt. Die Landschaft bzw. das Relief, das die Region heute prägt, entstand erst in den letzten wenigen Jahrmillionen unter Mitwirkung von Gletschern bzw. Inlandeis.

## Touristik
Der verkehrstechnisch umfassend erschlossene Magma Geopark bietet zahlreiche Möglichkeiten für Geo- und Landschaftstouristische Wanderungen und den Besuch bedeutender Plätze des nationalen Kulturerbes Norwegens, darunter archäologische Fundstellen (z. B. Wikingergräber), Baudenkmäler und technische Denkmäler (u. a. alte Bergwerke), sowie für freizeitsportliche Aktivitäten wie Radtouren, Klettern und Kajakfahren.